# Els tres mosqueters (sèrie de televisió de 2014)
Els tres mosqueters (títol original en japonès: 삼총사, Samxongsa) és una sèrie de televisió sud-coreana del 2014. Els actors principals són Jung Yong-hwa, Lee Jin-wook, Yang Dong-geun, Jung Hae-dins, i Seo Hyun-jin. Està inspirada per la novel·la d'Alexandre Dumas Els tres mosqueters i presenta la història a l'era Joseon de tres aventurers que serveixen al príncep Sohyeon com a guàrdies personals. Consisteix en 12 episodis emesos al canal de cable tvN entre el 17 d'agost i el 2 de novembre cada diumenge a les 21.00 per 12 episodis.
Inicialment es plantejà que la sèrie tinguera tres temporades amb un pressupost de 10 millions de dòlars americans (12 episodis per temporada), amb l'última temporada sent filmada a la Xina. Els baixos índexs d'audiència que tingué la primera temporada van fer que s'ajornara indefinidament la creació de les següents temporades.

## Repartiment
- Jung Yong-hwa Mentre Parc Dal-hyang[6]
- Seo Hyun-jin com a la princesa[7]

## Índexs d'audiència
| Episodi # | Data d'emissió   | Títol                                          | Nationwide |
| --------- | ---------------- | ---------------------------------------------- | ---------- |
| 1         | 17 agost 2014    | Primer Encontre                                | 1.82%      |
| 2         | 24 agost 2014    | Els Tres Mosqueters                            | 1.386%     |
| 3         | 31 agost 2014    | Missió secreta                                 | 1.461%     |
| 4         | 7 setembre 2014  | Protegir el Coll de General d'Enemic Ingguldai | 0.987%     |
| 5         | 14 setembre 2014 | Un Duel                                        | 1.088%     |
| 6         | 21 setembre 2014 | Comandant Kim Ja-jeom                          | 1.007%     |
| 7         | 28 setembre 2014 | Mi-ryung I Hyang-sol                           | 1.157%     |
| 8         | 5 octubre 2014   | La Corona Princess' Desig                      | 0.794%     |
| 9         | 12 octubre 2014  | Execució immediata                             | 1.03%      |
| 10        | 19 octubre 2014  | Un per Tot, Tot per Un                         | 1.37%      |
| 11        | 26 octubre 2014  | Petó                                           | 1.758%     |
| 12        | 2 novembre 2014  | Carta de Mainland                              | 1.96%      |

## Emissió internacional
Fou emesa a Tailàndia al canal PPTV el 27 de setembre de 2014.